# آنا دوگونادزه
آنا دوگونادزه (گرجی: ანა დოღონაძე; آلمانی: Anna Dogonadze زادهٔ ۱۵ فوریهٔ ۱۹۷۳) ژیمناست اهل آلمان است.